# ドラえもん 勉強べやのつりぼり
『ドラえもん 勉強べやのつりぼり』（ドラえもん べんきょうべやのつりぼり）は、1978年に本放送に先駆けて製作されたシンエイ動画版『ドラえもん』のパイロット版アニメである。大山のぶ代が初めてドラえもんのアフレコを行った作品。この項目ではテレビアニメ第1作のパイロット版についても記述する。

## 概要
日本テレビ版のドラえもんが放送終了し、新たにドラえもんのアニメ化が計画された際にテレビ局へ売り込むことを目的として製作された。日本テレビ版への敬意もあって製作されたのは第一話ではなく、当時の掲載作品で比較的起承転結もはっきりしており、なおかつ日本テレビ版放送時には掲載されていなかった「勉強べやの釣り堀」が選ばれた。
ドラえもんの道具が登場する時の「ビカビカ」という効果音などはまだ使われていないほか、のび太の部屋の間取りなど微妙に後のシリーズと異なる部分もあるが、大部分はこの時の設定が引き継がれている。
また、特筆すべき点として、パイロット版に多く見られるメインキャストの変更がこの作品では全くなく、全てこの作品で決定された配役がテレビシリーズで使われている。
パイロットということもあり、放送前の特番で映像の一部が流れ（ポータブルテレビで映像を通りすがりの子ども達に見せる場面もあった）、1979年10月3日の秋スペシャルの際に一度だけ放映されたものの、それから長らくソフト化されなかったが、2004年に刊行された「ぼく、ドラえもん」創刊号の特典DVDとしてソフト化された。また、2009年発売のDVD「ドラえもん タイムマシンBOX 1979」にも特典映像として収録されている。
また、2005年4月15日に声優陣を一新した新シリーズの放送が開始されたが、その初回放送の最初の話として放送されたのもこの「勉強べやの釣り堀」である。

## あらすじ
ジャイアンとスネ夫がバカみたいに釣れるという池を見つけたとはしゃいでいた。ドラえもんとのび太は自分達も行こうと準備をするが、母親から危ないところに行ってはいけないと咎められてしまう。
そこでドラえもんは、ひみつ道具『おざしきつり堀』を使ってのび太の部屋で釣りをすることを考えるのだった。

## 登場ひみつ道具
おざしきつり堀
敷物状の道具。周辺の水場を選ぶと部屋の中でも釣りが楽しめる。水溜りレベルから海までとその範囲はかなり広い。

## 登場人物
ドラえもん
声：大山のぶ代
後の作品では見られない、魚とゴーゴーを踊るという珍しいシーンが見られる。
のび太
声：小原乃梨子
ドラえもんが出したおざしきつり掘で釣りを始めることに。
しずか
声：野村道子
最後の最後でとんでもないことに巻き込まれる羽目に。
スネ夫
声：肝付兼太
ジャイアンと池へ釣りに行っていた。
ジャイアン
声：たてかべ和也
スネ夫と釣りをしている途中でドラえもんとのび太に釣り上げられてしまう。
ママ
声：千々松幸子
池へ釣りに行こうとするのび太に「普通に歩いていてもドブに落ちるのだから釣りなんて行ってはいけません」と咎める。

## スタッフ
- 原作 - 藤子不二雄[2]
- 音楽 - 菊池俊輔
- 制作 - 小学館、シンエイ動画

### ノンテロップ
- コンテ・演出 - 吉田茂承
- 作画監督 - 中村英一

## 幻の日本テレビ動画版パイロット

### 概要
ドラえもんのアニメは、現在放映されている1979年に放送開始されたテレビ朝日版（現在は第2期）以外に、1973年に放送された日本テレビ版があり、日本テレビ動画によりカラーのパイロット版が制作されている。
このパイロット版こそ、ドラえもんが史上初めて映像化された作品であり、ドラえもんのアニメ史を語るにおいて重要な作品であるといえるが、このパイロット版は存在自体が黙殺され、現在では放送及びソフト化も困難とされる。
このパイロット版の大部分を流用し、原作の「クルパーでんぱのまき」（雑誌『小学一年生』1970年11月号掲載）に改定を加えて再構成した「出た!ドラえもんの巻」がテレビアニメ第1話となった。なお、パイロット版のラッシュフィルムは元スタッフの真佐美ジュンが現在も個人的に保管している。
内容は「ドラえもんが未来からやってくる」という原作第1話を意識した作品で、シンエイ動画版のパイロット版にも第1話「ゆめの町ノビタランド」にも「ドラえもんが未来からやってくる」といった内容が描かれなかったのに対し、本作はドラえもんとのび太の出会いを描いた物語となっている。
演出と制作は真佐美ジュンと佐々木一雄が担当し、設定やシナリオは文芸担当の徳丸正夫が用意したという。一方でチーフディレクターの上梨満雄は、藤子不二雄FCネオ・ユートピア会報誌43号のインタビューでパイロット版の制作には不参加だったと述べている。

### あらすじ
幼稚園児に追い越されながらも必死で学校へ急ぐのび太。やっと教室に飛び込み安堵の表情を見せるが、我成先生から大目玉を喰らってしまう。
その夜、のび太は自宅で宿題に頭を悩ませていた時のこと。何処からともなく物音がしたかと思うと、突然勉強机の引き出しが開いた。そこから現れたのはドラえもんとのび太の孫の孫・セワシだった。
ドラえもんは、四次元ポケットから出した『秘密兵器』で、畳の裏に隠しておいた成績の悪いテストを探し当てたり、宿題を自動的に解いたりしてみせ、のび太を驚かせる。
翌朝、キッチンでくつろいでいたのび助と玉子は、ドラえもんを見るやいなやパニック状態に。玉子から立て続けに食器をぶつけられ困り果てたドラえもんは、『クルクルパー光線銃』の光を玉子に浴びせ、「フニャ～」とさせてしまう。
外へ避難していたのび太の元へドラえもんが合流。『ヘリトンボ（タケコプターの旧称）』を使って二人で空を飛んで学校へ向かう事に。楽しそうに空を飛ぶドラえもんとのび太に、ジャイアンやスネ夫、町の犬たちはただただ見上げて驚くばかりであった。
最後はテーマソングに合わせてドラえもんが歩く映像が流れ、ブルーバックに「4月1日スタート 新番組 ドラえもん」のテロップで締め括られる。

### 秘密兵器
クルクルパー光線銃
相手の頭も体も弱くさせる道具（後に元スタッフは、今では放送不可能な名称だが、当時はまったく問題無かったと述懐している）。
ヘリトンボ
自由に飛びまわることの出来る道具。ドラえもんを代表するひみつ道具。

### 登場人物
ドラえもん
声：富田耕生　→　野沢雅子
のび太の将来を変えるために未来からやってきた。
のび太
声：太田淑子
ある夜、宿題に頭を悩ませているとドラえもんが机の引き出しから飛び出し、ひっくり返ってしまう。
ジャイアン
声：肝付兼太
スネ夫
声：八代駿
ヘリトンボで空を飛んでいたドラえもんとのび太を見て驚いていた。
玉子
声：小原乃梨子
ドラえもんと初めて顔を合わせた際、半狂乱で食器を投げ付けるが、ドラえもんの秘密兵器によって虚脱状態になる。
のび助
玉子と同様ドラえもんと初めて顔を合わせた際、びっくりしていた。
セワシ
声：山本圭子
ドラえもんと共にのび太の机の引き出しから現れた。
我成先生
声：加藤治　→　雨森雅司
のび太の担任の先生。

### スタッフ
- 原作 - 藤子不二雄
- 演出 - 真佐美ジュン
- 製作 - 日本テレビ動画